# 畑中葉子
畑中 葉子（はたなか ようこ、1959年4月21日 - ）は、日本の歌手、女優。

## 略歴・人物
東京都八丈島出身。日本大学櫻丘高等学校卒業。平尾昌晃の主宰する「平尾昌晃音楽学校」（現・平尾昌晃ミュージックスクール）に通いレッスンを続け、平尾に見出される。
1978年1月10日に平尾とのデュエット曲『カナダからの手紙』で歌手デビュー。この曲は大ヒットとなり、一躍トップアイドルとなる。同年の「第29回NHK紅白歌合戦」に白組から出場。さらに、カナダへの日本人旅行者が急増したことにより、カナダ政府から表彰された。
1979年に『ロミオ＆ジュリエット’79』でソロデビュー。同年音楽ディレクターと結婚するも、8ヵ月で離婚した。その後のプレイボーイセミヌードグラビアが話題となり、1980年『後から前から』を発売。にっかつロマンポルノに出演し女優としてもデビュー。清純派歌手である畑中のポルノ出演は世間に大きな衝撃を与え、初出演の『愛の白昼夢』、続く『後から前から』は、空前のヒットとなった。主演映画で自らが歌ったシングル『後から前から』も大ヒットした。『もっと動いて』なども話題作とし名を残す。
1991年1月に一般男性と再婚、同年10月に女児を出産、1993年に男児を出産。
2009年カラオケサークルを開設したが歌手復帰のため閉会。
2011年4月から太田プロダクション所属のタレントとして芸能活動を再開したが、2012年7月28日にフジテレビで放送された「ガチ桜」にて「ニュース時事能力検定2級を合格できなかったら事務所から解雇」という課題が課せられた。結果は不合格で解雇が決定、事務所プロフィールからも削除。その後「ニュース時事能力検定」を再受検し再び不合格となったが、2012年12月5日より太田プロに再所属。その後歌手活動に専念するため2014年6月1日よりビクターミュージックアーツに移籍。2015年からフリーで活動。2019年1月1日よりラフィーネプロモーション所属となる。
2014年8月20日に、これまでリリースした4枚のオリジナル・アルバムを復刻した『後から前からBOX』を発売。本作は、レアなカバー曲・アルバム未収録シングルなど大量ボーナス・トラックを収録、税抜6900円（ロック価格）、“後から前から取り出せる仕様”、高音質SHM-CD、など話題性もありディスクユニオン（2014年8月18日〜8月24日）の週間チャートにて1位を獲得。
2016年5月11日、1983年発売の「香艶的夜總會」以来、33年振りのオリジナル・アルバム『GET BACK YOKO!!』を発売。同年7月21日には『GET BACK YOKO!!』に収録されたヤン富田リメイク&プロデュース『後から前から』（新録音）のアナログ7インチシングルがVIVID SOUNDから発売。
2023年1月1日、自身のTwitterで2021年3月下旬に離婚していたことを発表。

## ディスコグラフィ
- 全てビクターからリリース。

### シングル
- 平尾昌晃・畑中葉子名義

| # | 発売日          | 曲順 | タイトル             | 作詞   | 作曲     | 編曲       | 規格品番 |
| - | --------------- | ---- | -------------------- | ------ | -------- | ---------- | -------- |
| 1 | 1978年 1月10日  | A面  | カナダからの手紙     | 橋本淳 | 平尾昌晃 | 森岡賢一郎 | SV-6340  |
| 1 | 1978年 1月10日  | B面  | 揺れる二人           | 橋本淳 | 平尾昌晃 | 森岡賢一郎 | SV-6340  |
| 2 | 1978年 4月25日  | A面  | エーゲ海の旅         | 橋本淳 | 平尾昌晃 | 森岡賢一郎 | SV-6403  |
| 2 | 1978年 4月25日  | B面  | 恋ごころ             | 橋本淳 | 平尾昌晃 | 船山基紀   | SV-6403  |
| 3 | 1978年 7月25日  | A面  | サンフランシスコ行き | 橋本淳 | 平尾昌晃 | 船山基紀   | SV-6452  |
| 3 | 1978年 7月25日  | B面  | 赤いレインコート     | 橋本淳 | 平尾昌晃 | 船山基紀   | SV-6452  |
| 4 | 1978年 10月25日 | A面  | ヨーロッパでさよなら | 橋本淳 | 平尾昌晃 | 鈴木茂     | SV-6496  |
| 4 | 1978年 10月25日 | B面  | 東京ラブ・ストーリー | 橋本淳 | 平尾昌晃 | 鈴木茂     | SV-6496  |

- 畑中葉子名義

| # | 発売日          | 曲順 | タイトル                   | 作詞                | 作曲         | 編曲       | 規格品番 |
| - | --------------- | ---- | -------------------------- | ------------------- | ------------ | ---------- | -------- |
| 1 | 1979年 1月25日  | A面  | ロミオ&ジュリエット'79     | 松本隆              | 平尾昌晃     | 佐藤準     | SV-6539  |
| 1 | 1979年 1月25日  | B面  | 銀のイニシャル             | 畑中葉子            | 平尾昌晃     | 萩田光雄   | SV-6539  |
| 2 | 1980年 8月21日  | A面  | 後から前から               | 豊兵衛              | 佐瀬寿一     | 若草恵     | SV-7036  |
| 2 | 1980年 8月21日  | B面  | 夢まくら                   | 豊兵衛              | 佐瀬寿一     | 若草恵     | SV-7036  |
| 3 | 1981年 2月5日   | A面  | もっと動いて               | 豊兵衛              | 茅蔵人       | 茅蔵人     | SV-7086  |
| 3 | 1981年 2月5日   | B面  | テキーラ                   | 松本隆              | 平尾昌晃     | 萩田光雄   | SV-7086  |
| 4 | 1981年 10月21日 | A面  | ダスターシュート・ベイビー | 容蓮華              | 松宮恭子     | 松井忠重   | SV-7161  |
| 4 | 1981年 10月21日 | B面  | 癖になりそう…              | 森雪之丞            | 小杉保夫     | 松井忠重   | SV-7161  |
| 5 | 1982年 4月5日   | A面  | 丸の内ストーリー           | とべあきよ          | 古田喜昭     | 戸塚修     | SV-7204  |
| 5 | 1982年 4月5日   | B面  | 左手で愛して               | 容蓮華              | 松宮恭子     | 戸塚修     | SV-7204  |
| 6 | 1983年 8月5日   | A面  | 愛はMUSIC                  | 岡田冨美子 K.Forsey | G.Moroder    | 笹路正徳   | SV-7316  |
| 6 | 1983年 8月5日   | B面  | Solitude                   | 容蓮華              | 松宮恭子     | 馬飼野康二 | SV-7316  |
| 7 | 1985年 7月21日  | A面  | 夢人同志                   | 荒木とよひさ        | 奈太理ユウキ | 川口真     | SV-9045  |
| 7 | 1985年 7月21日  | B面  | (カラオケ)                 | -                   | 奈太理ユウキ | 川口真     | SV-9045  |

### アルバム

#### オリジナル・アルバム
平尾昌晃・畑中葉子 名義
畑中葉子 名義

#### カバー・アルバム
- GET BACK YOKO!!（2016年5月11日／ディスクユニオン、FJ-125）[6]
- ラブ・レター・フロム・ヨーコ（2018年7月11日／ディスクユニオン、FJ-140）

#### コラボレーション・アルバム
- 畑中階段（2016年12月14日／テイチク、TECH-26495） ※非常階段とのコラボ

#### ベスト・アルバム
- 平尾昌晃・畑中葉子 ベスト・ヒット・アルバム（1978年／ビクター、GK-39）
- GOLDEN☆BEST 畑中葉子（2009年9月16日／ビクター、VICL-62588）
- 後から前からBOX [ソロデビュー 35th Anniversary Special]（2014年8月20日／ビクター、VICL-70129） ※ディスクユニオン週間1位獲得
- GOLDEN☆BEST 平尾昌晃・畑中葉子（2014年9月17日／ビクター、VICL-64218）

## 出演

### 映画
- 愛の白昼夢（1980年9月6日、にっかつ) - 洋子 役
- 後から前から（1980年12月26日、にっかつ) - ヨーコ 役
- ダンプ渡り鳥（1981年4月29日、東映）- 光江 役
- モアセクシー・獣のようにもう一度（1981年8月7日、にっかつ) - ヨーコ 役
- セクシーぷりん・癖になりそう（1981年12月25日、にっかつ）- 加奈子 役
- この子の七つのお祝いに（1982年10月9日、松竹）- 池畑良子 役
- 徳川の女帝 大奥（1988年8月27日、にっかつ) - お文 役
- 青いソラ白い雲（2012年3月31日、ヘキサゴン) - 小林理沙 役
- インターミッション(2013年2月23日、オブスキュラ・東北新社) - ヨーコ 役
- 貌斬り KAOKIRI〜戯曲「スタニスラフスキー探偵団」より〜（2016年）- 中田順子 役

### テレビドラマ
- ザ・ハングマン燃える事件簿 第15話 「おもちゃの首の怨み唄」(1981年、朝日放送 / 松竹芸能） - 水原淳子 役
- プロハンター 第23話「旅芸人の唄」（1981年、日本テレビ / セントラル・アーツ）
- 火曜サスペンス劇場（日本テレビ）
  - 「父と子の炎」（1981年、松竹） - 滝山のりこ 役
  - 「白衣の天使殺人事件」(1982年、にっかつ)
- 文吾捕物帳 第16話「乳房の別れ」（1982年、テレビ朝日 / 三船プロ）
- 女7人あつまれば（1982年、TBS） - 矢吹トシ 役
- ザ・サスペンス「松本清張の共犯者」（1983年、TBS / 大映テレビ） - 竹岡美智子 役
- 西部警察 PART-III 第64話「14年目の賭け」（1984年、テレビ朝日 / 石原プロ） - 中西美樹 役
- 遠山の金さん 第1シリーズ 第116話「女侠一代! 鬼子母神おはな」（1984年、テレビ朝日 / 東映） - おはな 役
- 土曜ワイド劇場 （テレビ朝日）
  - 「混浴露天風呂シリーズ 北海道十勝岳連続殺人3」（1984年）- 小原加恵 役
  - 「未亡人殺し」（1986年）- オタキ 役
- スーパーポリス 第12話「見てろ女ども! ダサい男の復讐」（1985年、TBS / 近藤照男プロダクション）
- 花王 愛の劇場「さよならママ」（1987年、TBS）
- ザ・刑事 第2話（1990年、テレビ朝日） - 美絵 役
- 月曜ミステリー劇場「早乙女千春の添乗報告書15・奥軽井沢湯けむりツアー殺人事件」（2004年、TBS） - 大森マキ子 役

### バラエティ番組
- 有吉反省会 (2019年5月4日、日本テレビ）

## 写真集
- 「畑中葉子 幻視の牡丹」（1983年3月20日、週刊プレイボーイ特別編集 / 集英社）